# Литени
Литени (рум. Liteni) — город в Румынии в составе жудеца Сучава.

## История
Долгое время это была обычная сельская местность. Развитие этих мест началось в XIX веке после того, как здесь прошла железная дорога.
В 2004 году коммуна Литени получила статус города.